# Vilnius HFTC
Vilnius HFTC is een hockey-, tennis- en voetbalvereniging uit de Litouwse hoofdstad Vilnius.
De club werd in 2001 opgericht en speelt op een veld van de Vilniaus Žemynos gimnazija. In 2003 namen de vrouwen van de club deel aan de Europacup II in Rotterdam, waar ze op de laatste plaats eindigden.